# Referéndum de Irlanda del Norte de 1973
El Referendum de Irlanda del Norte de permanencia en el Reino Unido fue una consulta popular celebrada en Irlanda del Norte el 8 de marzo de 1973, con el objetivo de determinar si Irlanda del Norte debería seguir formando parte del Reino Unido o unirse a la República de Irlanda para formar una Irlanda unida. Era la primera vez que se realizaba un referéndum importante en cualquier región del Reino Unido. El referéndum fue boicoteado por los nacionalistas y resultó en una victoria concluyente para permanecer en el Reino Unido.

## Apoyo de los partidos
Los partidos unionistas apoyaron la opción 'Reino Unido', al igual que el Partido Laborista de Irlanda del Norte y el Alianza Partido de Irlanda del Norte. Sin embargo, Alliance Party también criticó la encuesta. Si bien apoyó la realización de plebiscitos periódicos sobre el vínculo constitucional con Gran Bretaña, el partido consideró que para evitar que la encuesta fronteriza se convirtiera en un "recuento sectario", debería formularse otras preguntas relevantes, como si la gente apoyaba el Libro Blanco del Reino Unido sobre Irlanda del Norte.
El Partido Socialdemócrata y Laborista (SDLP), sin embargo, pidió un boicot del referéndum, instando a sus miembros el 23 de enero de 1973 "a ignorar por completo el referéndum y rechazar esta decisión extremadamente irresponsable por el gobierno británico ". Gerry Fitt, líder del SDLP, dijo que había organizado un boicot para detener
- Partidos políticos a favor de la unión de las dos Irlandas:
  - Sinn Féin
  - Partido Socialdemócrata y Laborista
  - Izquierda Democrática (Irlanda)
  - Partido de los Trabajadores de Irlanda
  - Partido Republicano Socialista Irlandés
  - Sinn Féin Republicano

- Partidos políticos a favor de que Irlanda del Norte siga perteneciendo al Reino Unido:
  - Partido Conservador y Unionista
    - Partidos Unionista Liberal

  - Partido Laborista de Irlanda del Norte
  - Alianza Partido de Irlanda del Norte
  - Partido Unionista del Úlster
    - Partido Unionista Irlandés

  - Partido Unionista Democrático
    - Partido Protestante Unionista

  - Voz Unionista Tradicional
  - Partido Unionista de Irlanda del Norte
  - Orden de Orange

## Violencia
Las autoridades civiles estaban preparadas para la violencia el día de las elecciones. Instalaron estaciones de votación móviles que podrían ponerse en operatividad en caso de daños por bombas en los edificios de votación programados. Dos días antes del referéndum el soldado británico, el guardia Anton Brown del 2. ° batallón, Coldstream Guards fue asesinado a balazos en Belfast mientras el ejército buscaba armas y explosivos que pudieran utilizarse para interrumpir el próximo referéndum.
En respuesta al referéndum, el Ejército Republicano Irlandés Provisional colocó cuatro coches bomba en Londres ese día, dos de los cuales fueron detonados, causando una muerte y 200 heridos.

## Resultado
| Elección | Votos Afirmativos | %     |
| --- | ----------------- | ----- |
| Do you want Northern Ireland to remain part of the United Kingdom? (¿Desea Ud. que Irlanda del Norte siga siendo parte del Reino Unido?)                                                      | 591,820           | 98.90 |
| Do you want Northern Ireland to be joined with the Republic of Ireland outside the United Kingdom? (¿Desea Ud. que Irlanda del Norte se una a la República de Irlanda fuera del Reino Unido?) | 6,423             | 1.10  |
| Votos inválidos | 5,973             | 0.99  |
| Total | 1.604,256         | 100   |
| Votantes registrados/ participación | 1 030 084         | 58.66 |
| Fuente: Nohlen & Stöver |                   |       |

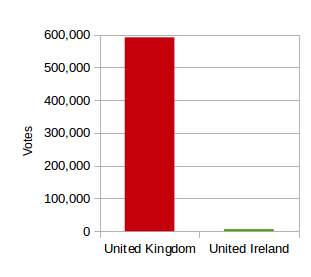
Resultado del referéndum.

La votación resultó en una abrumadora mayoría de los que votaron declarando que deseaban permanecer en el Reino Unido. El boicot nacionalista contribuyó a una participación de solo el 58.7% del electorado. Además de obtener la mayoría de los votos emitidos, la opción del Reino Unido recibió el apoyo del 57.5% del electorado total. Según la BBC, menos del 1% de la población católica acudió a votar.

## Reacciones
El  Gobierno del Reino Unido no tomó ninguna medida al recibir el resultado del referéndum, ya que el resultado fue a favor del statu quo (Irlanda del Norte sigue siendo parte del Reino Unido). Fue seguido por una  elección de la Asamblea el 28 de junio de 1973.
Brian Faulkner, que había sido el último Primer Ministro de Irlanda del Norte, afirmó que el resultado "no dejó dudas en la mente de nadie sobre los deseos de la gente de Ulster. A pesar del intento de boicot de algunos, casi 600,000 los electores votaron por el mantenimiento de la unión con Gran Bretaña ". También afirmó que la encuesta mostraba que un "cuarto de la población [NI] católica que votó ... votó a favor del mantenimiento de la unión" y que el resultado fue un "golpe ... contra el Ejército Provisional Irlandés Republicano".